# Сам Харис
Сам Харис е американски писател, философ, невролог и водещ. Работата му засяга много сфери като рационалност, религия, етика, свободна воля, невронаука, медитация, философия на съзнанието, политика и изкуствен интелект. Харис добива популярност с религиозната си критика и е описван като един от „Четирите конника на атеизма“ заедно с Ричард Докинс, Кристофър Хитчънс и Даниел Денет. Академичната му кариера включва философия и когнитивна неврология.
Първата книга на Харис „Краят на вярата“ (2004), печели наградата „Марта Албранд“ и остава в списъка с бестселъри на „Ню Йорк Таймс“ 33 седмици. Харис публикува още 6 книги. Книгите на Харис са преведени на повече от 20 езика.
От септември 2013 г. Харис е водещ на подкаст, в който интервюира гости, отговаря на критика и обсъжда идеите си.

## Ранен живот и образование
Харис е роден на 9 април, 1967 г. в Лос Анджелис. Син е на актьора Бъркли Харис, който играе основно в уестърни. Майка му е телевизионният продуцент Сюзън Харис. Баща му е роден в Северна Каролина, САЩ и е част от групата на Квакерите, докато майка му е от еврейски произход, но не е религиозна. Отгледан е от майка си, след като родителите му се развеждат, когато е двегодишен. Според Харис начинът, по който е отгледан, е изцяло секуларистки и родителите му рядко са говорели за религия, въпреки че също отбелязва, че не е отгледан като атеист.
Въпреки че първоначално специализацията му е английски, Харис развива интерес към философските въпроси докато е в Станфорд и експериментира с екстази. Това преживяване предизвиква интереса му към идеята, че може да постигне духовно прозрение без помощта на наркотици. След като напуска Станфорд по време на втората си година като студент, пътува до Индия и Непал, където учи медитация с учители по будизъм и хиндуизъм. Единайсет години по-късно, през 1997, се връща в Станфорд и завърщва философия през 2000 г.
Става доктор на науките в областта на когнитивната неврология през 2009 в Калифорнийския университет. Тезата му носи заглавието „Морален Пейзаж: Как науката може да определи човешките ценности“.

## Кариера

### Книги и публични дебати
Харис пише в сферата на философията, неврологията и критика на религията, с което е най-добре познат. Публикува в множество издания.
Харис взима участие в продължителен дебат с консервативния коментатор Андрю Съливан в интернет форума Beliefnet. През април 2007 г. Харис участва в дебат с християнския философ Уилям Лейн Крейг по темата възможно ли е да има обективна моралност без бог. През юни и юли 2018 г. провежда серия от дебати с канадския психолог Джордан Питърсън на тема религия и в частност връзката между религиозните ценности и научните факти при дефинирането на истината.

## Подкаст
През септември 2013 г. Харис слага началото на своя подкаст, в който обсъжда възгледите си, отговаря на критики и интервюира гости. Дължината на епизодите варира от 1 до 4 часа. Подкастът няма официален график, но с времето все по-често се повявяват нови епизоди.